# Lokina
Genre
Lokina est un genre d'araignées aranéomorphes de la famille des Salticidae.

## Distribution
Les espèces de ce genre se rencontrent en Chine et en Malaisie.

## Liste des espèces
Selon World Spider Catalog (version 24, 08/02/2023) :
- Lokina blombergi Yu, Maddison & Zhang, 2023
- Lokina chiyou Yu & Zhang, 2023
- Lokina eximia (Zhang & Maddison, 2012)
- Lokina fuxi Yu & Zhang, 2023
- Lokina kubah Yu, Maddison & Zhang, 2023
- Lokina nyuewa Yu & Zhang, 2023
- Lokina pixi Yu, Maddison & Zhang, 2023
- Lokina tamasi Yu & Zhang, 2023
- Lokina tengchongensis (Lei & Peng, 2012)
- Lokina wuyi Yu & Zhang, 2023
- Lokina zhishengi Yu & Zhang, 2023

## Systématique et taxinomie
Ce genre a été décrit par Yu, Maddison et Zhang en 2023 dans les Salticidae.

## Publication originale
- Yu, Wang, Maddison & Zhang, 2023 : « Two new genera of Euophryini from southern China and Malaysia (Araneae, Salticidae, Salticinae). » Zootaxa, no 5231(3), p. 201-248.